# Oxammite
L'oxammite è un minerale (un ossalato di ammonio) individuato nel guano proveniente dall'isola di Guanape la cui scoperta è stata pubblicata nel 1870.
Il nome deriva dalla sua composizione (è un ossalato di ammonio monoidrato).

## Morfologia
L'oxammite si presenta in cristalli biancastri, incolori, bianco giallastri o giallo chiari. È stata trovata anche sotto forma di masse lamellari giallastre opache.

## Origine e giacitura
Il minerale si origina dal guano  di uccelli e pipistrelli del Perù o da uova ed uccelli subfossilizzati.

## Caratteristiche chimico fisiche
- Birifrangenza: δ: 0,157[1][3]
- Magnetismo: assente[3]
- Volume di unità di cella: 314,9 Å³[3]
- Indici di rifrazione: 1,438 | 0 | 0 | 0 | 0 | 0[3]
- Peso molecolare: 142,1 grammomolecole[2][3]
- Indice di densità di elettroni: 1,60 g/cm³[2]
- Indici quantici[2]:
  - Fermioni: 0,19
  - Bosoni: 0,89
- Indici di fotoelettricità[2]:
  - PE: 0,31 barn/elettroni
  - ρ: 0,5 barn/cm³
- Indice di radioattività GRapi: 0 (il minerale non è radioattivo)[2]